# Parafia Ewangelicko-Reformowana w Strzelinie
Parafia Ewangelicko-Reformowana w Strzelinie – zbór ewangelicko-reformowany działający w Strzelinie.
Zbór tworzą głównie potomkowie osadników czeskich z miejscowości Čáslav, którzy do dziś mieszkają m.in. w Gęsińcu i w Strzelinie. Osiedlali się od 1648 roku uciekając przed prześladowaniami jakie spotkały braci czeskich (husytów) w państwie Habsburgów.
Administratorem parafii jest pastor Krzysztof Góral. Zbór założono w 1744 r. W 2023 skupiał 2 członków.